# Randolfo Mamani Aracayo
Randolfo Mamani Aracayo es un abogado y político peruano. Fue alcalde de la provincia de Moho entre 2007 y 2010.
Nació en Moho, Perú, el 6 de abril de 1962. Cursó sus estudios primarios y secundarios en su ciudad natal. Entre 1982 y 1988 cursó estudios superiores de derecho en la Universidad Nacional del Altiplano.
Su primera participación política se dio en las elecciones municipales del 2002 en las que fue candidato de Perú Posible a la alcaldía provincial de Moho sin obtener la elección. Fue elegido para ese cargo en las elecciones municipales del 2006 por el Movimiento Andino Socialista. Participó en las elecciones regionales de 2010 como candidato a vicepresidente del Gobierno Regional de Puno por el mismo movimiento junto al candidato a presidente regional José Dante Gutiérrez Alberoni sin éxito.